# Konstantynów (powiat Płocki)
Konstantynów is een plaats in het Poolse district  Płocki, woiwodschap Mazovië. De plaats maakt deel uit van de gemeente Gąbin en telt 37 inwoners.